# Haigneville
Haigneville település Franciaországban, Meurthe-et-Moselle megyében. Lakosainak száma 59 fő (2022. január 1.). Haigneville Bayon, Brémoncourt, Domptail-en-l’Air, Froville és Lorey községekkel határos.

## Népesség
A település népességének változása:
| Lakosok száma | 38   | 25   | 30   | 49   | 52   | 54   | 58   | 61   | 62   | 59   |
|               | 1968 | 1982 | 1990 | 2006 | 2013 | 2015 | 2017 | 2019 | 2020 | 2022 |